# Суејџоу
Суејџоу (随州) град је Кини у покрајини Хубеј. Према процени из 2009. у граду је живело 346.889 становника.

## Становништво
Према процени, у граду је 2009. живело 346.889 становника.
| 1990.   | 2000.   | 2009    |
| ------- | ------- | ------- |
| 224.608 | 289.352 | 346.889 |